# لارچمانت (لس آنجلس)
لارچمانت (انگلیسی: Larchmont, Los Angeles) در محله مرکزی شهر لس آنجلس در ایالت کالیفرنیا قرار دارد. این محله دارای یک پارک کوچک و سه مدرسه است.